# 5277 Brisbane
5277 Brisbane este un asteroid din centura principală, descoperit pe 22 februarie 1988, de Robert McNaught.